# Onze-Lieve-Vrouw-Geboortekerk (Hoogmade)
De  Onze-Lieve-Vrouw-Geboortekerk - De Goede Herder is een rooms-katholieke kerk aan de Kerkstraat 59 in de Nederlandse plaats Hoogmade (provincie Zuid-Holland). Op 4 november 2019 raakte de kerk zwaar beschadigd door brand.

## Geschiedenis
De eerste kerk na de Reformatie was een schuilkerk in de Frederikspolder, die in 1742 in gebruik werd genomen. Deze kerk, even buiten het dorp aan de tegenwoordige Oude Kerkweg, werd in de 19e eeuw te klein, waarop besloten werd in het centrum van het dorp een nieuwe kerk te bouwen.
Deze tweede kerk, in 1875 uitgevoerd naar een neogotisch ontwerp van architect Evert Margry, werd in oktober 1877 in gebruik genomen. Lang heeft het gebouw niet bestaan, want in 1929 verzakte de westelijke zijbeuk, zodat in juni de hele kerk, op de toren na, moest worden afgebroken. In september was er al een noodkerk gereed.
De architecten van de noodkerk, Leo van der Laan en zijn zoon Jan van der Laan, kregen ook de opdracht voor de huidige kerk, de derde. Deze werd op 4 augustus 1932 geconsacreerd. Het werd een grote bakstenen zaalkerk, waarin de vlakopgaande toren van de oude kerk werd geïntegreerd. De toren werd hiervoor ommanteld en verhoogd en kreeg een nieuwe achtkante naaldspits.
Na een parochiefusie in 2006 werd de naam O.L. Vrouw Geboorte – De Goede Herder. De kerk was anno 2019 in gebruik bij de fusieparochie van de H. Franciscus.

### Orgels
Van de twee orgels in de kerk is het hoofdorgel in 1908 gebouwd door Jos. H. Vermeulen. De kas werd bij de ingebruikneming van het kerkgebouw van Van der Laan in 1932 verwijderd en het instrument werd op de orgelzolder geplaatst. In 2019 was het wel aanwezig, maar niet meer in gebruik. Voor kerkdiensten werd het koororgel van Verschueren uit 1985 gebruikt.

## Brand
Op 4 november 2019 werd de rooms-katholieke kerk getroffen door een grote brand. Het dak ging geheel verloren en ook de torenspits stortte in. De brand lijkt te zijn ontstaan tijdens werkzaamheden bij het afbranden van verf van een dakgoot. Omdat de rest van het gebouw door de brand te instabiel geworden was, drong de brandweer erop aan de restanten te slopen. De muren en toren zijn echter blijven staan. De toren is stabiel en kan mogelijk behouden blijven; of de muren voldoende stabiel waren, was een week na de brand nog niet bekend. 
Aanvankelijk was niet duidelijk of de kerk herbouwd kon en zou worden, maar in juli 2021 werden in de kerk herbouwplannen en een financiële onderbouwing gepresenteerd aan de bewoners van Hoogmade. De kerkzaal had nog geen dak, maar werd overspannen met stalen balken die de muren stabiliseerden.
De kerkzaal, die ruimte biedt aan vierhonderd mensen, zou volgens de plannen gesplitst worden in een liturgisch deel en een deel voor activiteiten, waarbij de functie van het gebouw als ontmoetingsruimte versterkt zou worden. In plaats van de verwoeste torenspits, een herkenningspunt in Hoogmade, zou er een andere komen, eveneens groen.

## Afbeeldingen

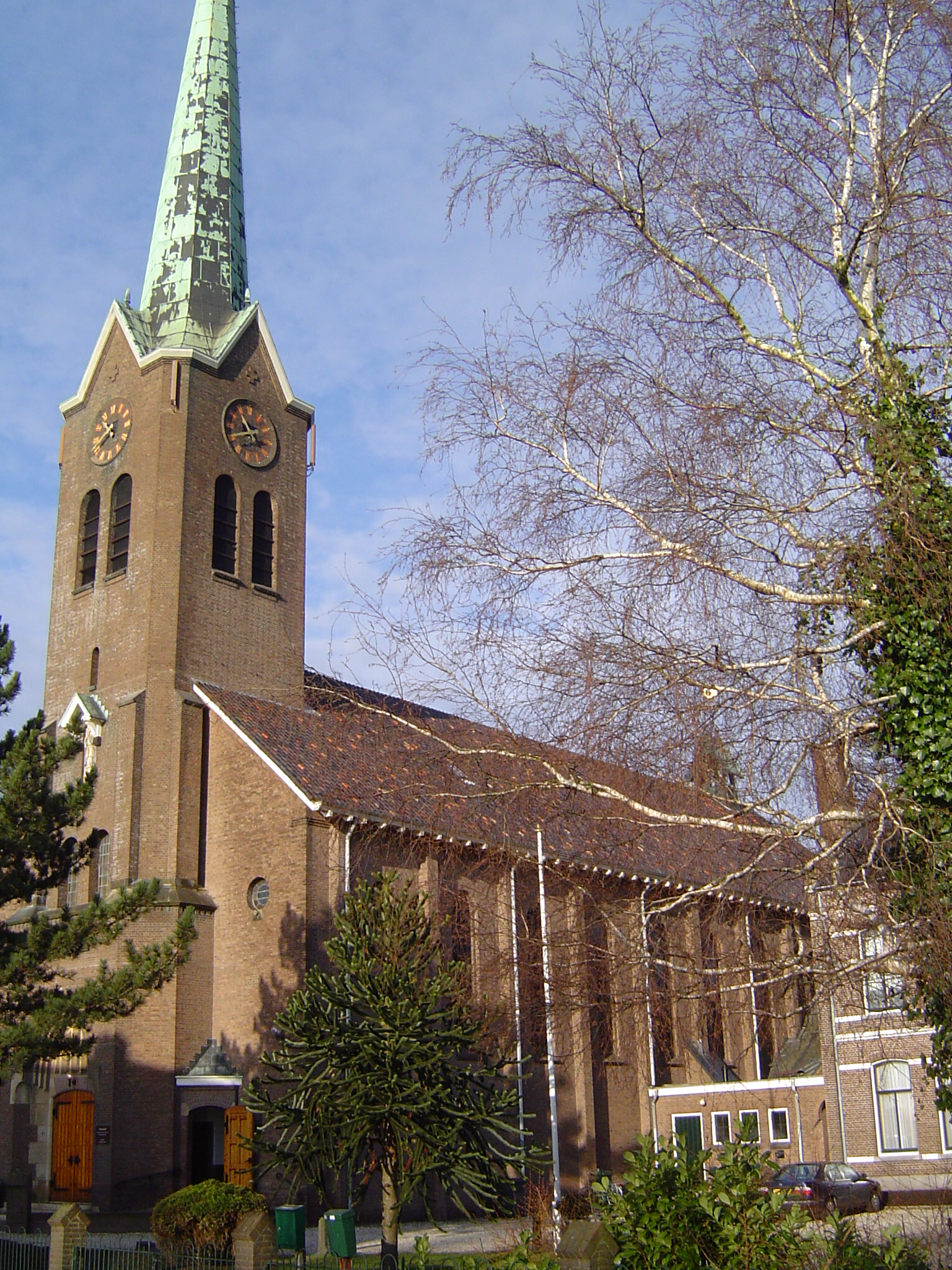
De kerk in 2009
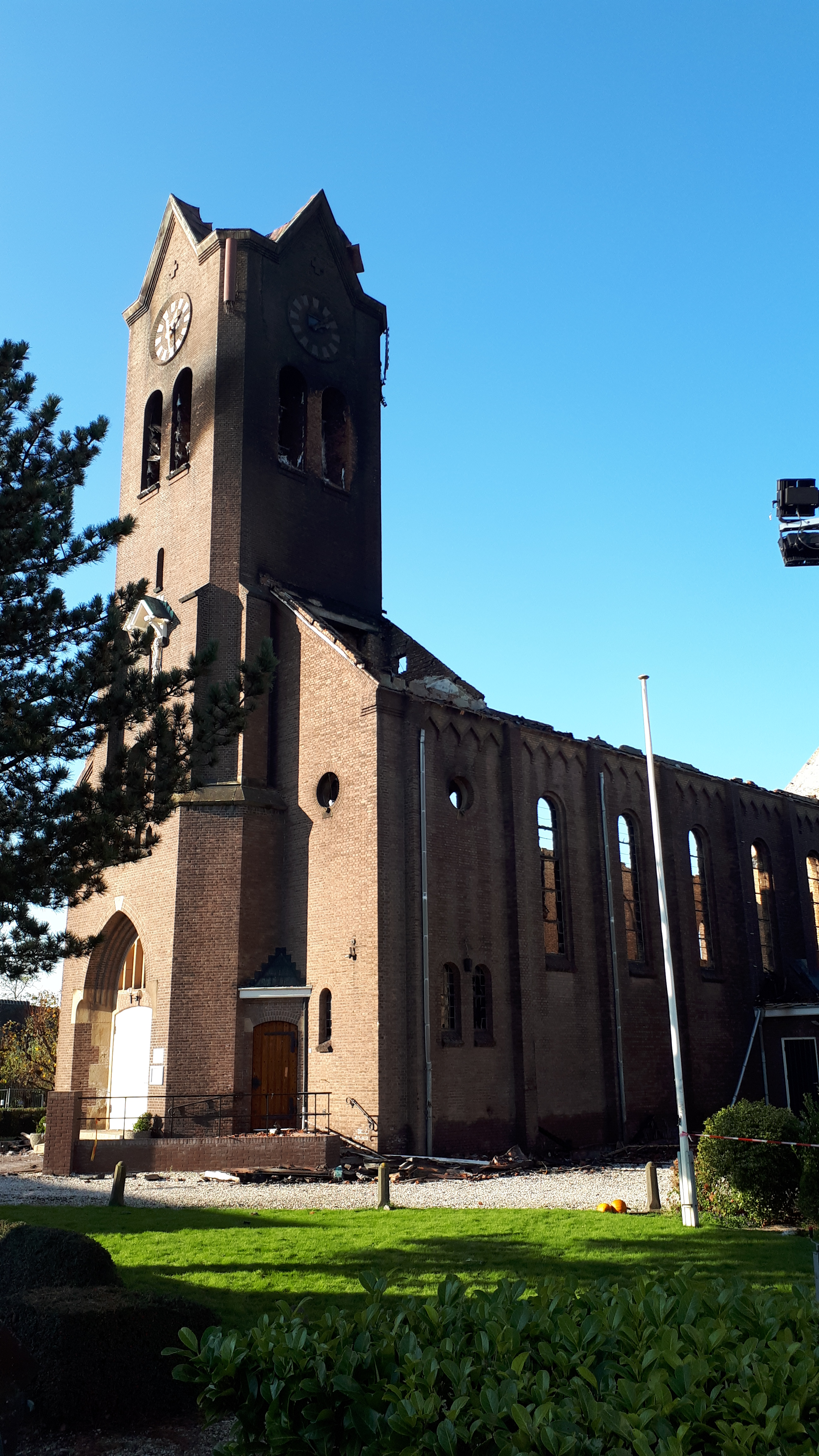
Dronebeelden van een dag na de brand, 5 november 2019
- De kerk een week na de brand
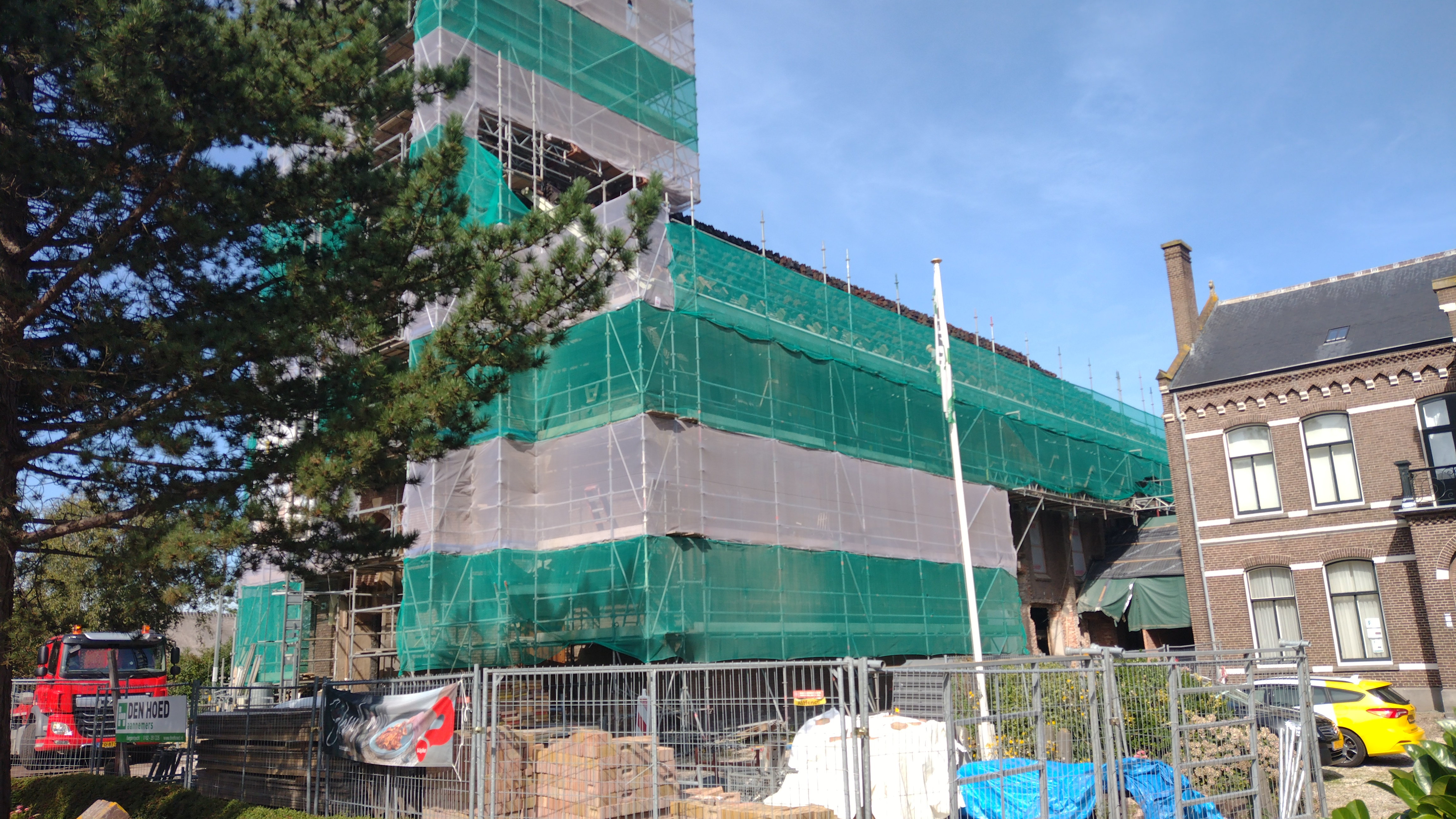
Herstelwerkzaamheden in 2023